# Miss Intercontinental México 2018
Miss Intercontinental México 2018 fue la 1.ª edición del certamen Miss Intercontinental México con reinas estatales de esta marca. Se realizó en la Hacienda San Juan Bautista de la ciudad de Mérida, Yucatán el sábado 8 de diciembre de 2018. Veinticinco candidatas de toda la República Mexicana compitieron por el título nacional, el cual fue ganado por Ivanna Lobato de Chiapas quien compitió en Miss Intercontinental 2018 en Filipinas logrando colocarse dentro del Top 20. Lobato fue coronada por Verónica Salas Miss Intercontinental 2017, convirtiéndose en la primera chiapaneca en ir a Miss Intercontinental.
Dentro del certamen se entregó el título de Miss Eco México 2019 a Melissa de Anda de Guanajuato quien compitió en Miss Eco Internacional 2019 en Egipto. De Anda fue coronada por Irma Cebada Coordinadora de Franquicias Internacionales de Miss Earth México, convirtiéndose en la primera guanajuatense en ir a Miss Eco Internacional.
El día 30 de abril de 2019 se dio a conocer de manera oficial la designación de Karen de León de Nuevo León como Miss Culture México 2019 quien compitió en Miss Culture International 2019 en Filipinas logrando colocarse dentro del Top 3 obteniendo la banda y corona como Miss Culture International for Arts. Una semana después, el día 8 de mayo se hizo oficial la designación de Joana Martínez de Coahuila como Miss Freedom México 2019 quien compitió en Miss Freedom of the World 2019 en Kosovo.

## Resultados
| Posición                          | Candidata |
| Miss Intercontinental México 2018 | - Chiapas - Ivanna Lobato § |
| Miss Eco México 2019              | - Guanajuato - Melissa de Anda |
| 1.ª Finalista                     | - Coahuila - Joana Martínez |
| 2.ª Finalista                     | - Estado de México - Betsabé Montaño |
| 3.ª Finalista                     | - Sinaloa - Rubí Muñiz § |
| Top 15                            | - Chihuahua - Fernanda Alvídrez - Jalisco - Falois Catterfeld - Michoacán - Dayri Jiménez § - Morelos - Sharon Jaramillo - Nuevo León - Karen de León - Sonora - Abigail Razo - Tabasco - Diana Sánchez - Tamaulipas - Xaviera Ayala § - Veracruz - Cecilia Croda § - Yucatán - Beatriz Menéndez |

- § Votadas por el público vía internet para completar el cuadro de 15 semifinalistas.

### Reinas Regionales
| Título                         | Candidata                            |
| Miss Intercontiental Sureste   | - Chiapas - Ivanna Lobato            |
| Miss Intercontiental Centro    | - Estado de México - Betsabé Montaño |
| Miss Intercontiental Occidente | - Guanajuato - Melissa de Anda       |
| Miss Intercontiental Norte     | - Coahuila - Joana Martínez          |
| Miss Intercontiental Noroeste  | - Sinaloa - Rubí Muñiz               |

## Áreas de competencia

### Antecedentes
Desde sus inicios el certamen Miss Intercontinental no había tenido una eliminatoria oficial en el país para elegir a la delegada que nos representaría, en sus inicios Señorita México fue quien obtuvo la franquicia nacional de 1976 a 1990 y era enviada alguna finalista del certamen nacional. En los años venideros la franquicia estuvo a cargo de la Organización Raúl Villalobos, Miss Latina México, Señorita Tabasco Internacional y Rostro de México los cuales mediante designación elegían a la encargada de representar al país. En 2016 Paul Marsell Director Nacional de Miss Earth México obtuvo la franquicia de Miss Intercontinental y con ello enviar a la representante mexicana a dicho certamen, además de comercializar la marca dentro del país. En los años 2016 y 2017 la elección de la candidata se hizo mediante designación de una de las chicas participantes en la competencia de Miss Earth México. 
Tras el triunfo de Verónica Salas como Miss Intercontinental 2017 tomó la decisión de hacer una final independiente de esta marca con reinas estatales independientes y con una logística similar al certamen internacional, el cual sería a la fecha el primer certamen nacional de la marca Miss Intercontinental en el país, aunque esto solo fue posible durante el 2018, ya que en el 2019 volvería mediante designación en la semifinal de su certamen hermano Miss Earth México. En 2020 la franquicia le fue retirada a Paul Marsell para tomar el mando Verónica Salas.

### Semifinal
La competencia semifinal se realizó en la Casa de la Cultura de la ciudad de Tizimín, Yucatán el jueves 6 de diciembre, dos días antes de la competencia final. Previo al final del evento, todas las candidatas compitieron en traje de baño y traje de noche como parte de la selección de las 10 candidatas quienes completarían el Top 15 (ya que 5 candidatas tuvieron el pase directo por el voto directo del público). El nombre de las 15 concursantes que formaron parte del Top 15 fue revelado durante el inicio en vivo del evento final. La parte musical estuvo a cargo de Cahpo.

#### Jurado Preliminar
Estos son los miembros del jurado preliminar, que eligieron a las 10 semifinalistas que completarían el Top 15 durante la Competencia Semifinal, luego de ver a las candidatas en privado durante entrevistas y pasarela en traje de baño y gala:
- Irma Cebada
- Millie Collado
- Maury Cervera
- Patricia Briones
- David Ambossio
- Víctor Franco
- Edgar Corona

### Final
La gala final fue transmitida en vivo a través de Facebook para todo México desde la Hacienda San Juan Bautista de la ciudad de Mérida, Yucatán el sábado 8 de diciembre de 2018. 
El grupo de 15 semifinalistas se dio a conocer durante la competencia final: 2 candidatas de cada región del país dando un total de 10, seleccionadas por un jurado preliminar, quienes eligieron a las concursantes que más destacaron en las tres áreas de competencia durante la etapa preliminar y 5 candidatas que fueron elegidas mediante el voto popular.
- Las 15 semifinalistas desfilaron en una nueva ronda en traje de baño y traje de noche, donde salieron de la competencia 10 de ellas.
- Las 5 finalistas fueron las reinas de cada región del país, quienes se sometieron a una pregunta final y posteriormente dieron una última pasarela, donde el panel de jueces consideró la impresión general que dejó cada una de las finalistas para votar y definir posiciones finales.

#### Jurado Final
Estos son los miembros del jurado que evaluaron a las concursantes:
- Irma Cebada
- Millie Collado
- Maury Cervera
- Patricia Briones
- David Ambossio
- Víctor Franco
- Edgar Corona

#### Entretenimiento
- Intermedio: Cahpo interpretando "Coqueta".
- Intermedio: Marian Oviedo interpretando "Conquistarte".

### Premios Especiales
| Premio               | Candidata                                                                                       |
| Miss Amistad         | - San Luis Potosí - María Fernanda Vera                                                         |
| Miss Fotogenia       | - Yucatán - Beatriz Menéndez                                                                    |
| Miss Elegancia       | - Veracruz - Cecilia Croda                                                                      |
| Mejor Rostro         | - Tamaulipas - Xaviera Ayala                                                                    |
| Mejor Sonrisa        | - Morelos - Sharon Jaramillo                                                                    |
| Mejor Silueta        | - Guanajuato - Melissa de Anda                                                                  |
| Mejor Cabellera      | - Sinaloa - Rubí Muñiz                                                                          |
| Mejores Piernas      | - Chiapas - Ivanna Lobato                                                                       |
| Mejor Traje de Noche | - Sinaloa - Rubí Muñiz                                                                          |
| Mejor Traje Típico   | - Campeche - Rosa Isela Vergara - Estado de México - Betsabé Montaño - Veracruz - Cecilia Croda |

## Candidatas
| Estado           | Candidata                          | Edad | Residencia       |
| Aguascalientes   | Kareli Ileana López Rangel         | 18   | Aguascalientes   |
| Campeche         | Rosa Isela Vergara Cortés          | 21   | Candelaria       |
| Chiapas          | Ivanna Barradas Lobato             | 20   | Tuxtla Gutiérrez |
| Chihuahua        | María Fernanda Alvídrez Loya       | 20   | Santa Bárbara    |
| Ciudad de México | Jenny Fernández                    | 21   | Ciudad de México |
| Coahuila         | Joana Martínez Garza               | 21   | Múzquiz          |
| Durango          | Angélica Delgado                   | 23   | Ciudad Lerdo     |
| Estado de México | Betsabé Montaño Meléndez           | 22   | Tlalnepantla     |
| Guanajuato       | Melissa Giselle de Anda García     | 22   | León             |
| Guerrero         | Minerva Cuevas Bahena              | 20   | Teloloapan       |
| Hidalgo          | Angélica Monserrat Pérez Quintanar | 20   | Pachuca          |
| Jalisco          | Falois Catterfeld Guillén Vargas   | 21   | Guadalajara      |
| Michoacán        | Dayri Lizeth Jiménez               | 20   | Morelia          |
| Morelos          | Sharon Jaramillo Morales           | 19   | Cuernavaca       |
| Nuevo León       | Karen Elizabeth García de León     | 22   | García           |
| Oaxaca           | Liliana Bielma Celaya              | 24   | Salina Cruz      |
| Puebla           | Junoe Zenteno                      | 22   | Puebla           |
| Querétaro        | Damaris Johana Cortés Duvalín      | 21   | Querétaro        |
| San Luis Potosí  | María Fernanda Vera González       | 25   | San Luis Potosí  |
| Sinaloa          | Rubí Janeth Muñiz Higuera          | 24   | Mazatlán         |
| Sonora           | Abigail Razo Castro                | 24   | Ciudad Obregón   |
| Tabasco          | Diana Laura Sánchez García         | 21   | Nacajuca         |
| Tamaulipas       | Xaviera Miroslava Ayala Castillo   | 24   | Ciudad Madero    |
| Veracruz         | Cecilia Croda Castelán             | 25   | Huatusco         |
| Yucatán          | Beatriz Eugenia Menéndez Suárez    | 25   | Mérida           |

## Sobre los Estados en Miss Intercontinental México 2018

### Reemplazos
- Estado de México - Victoria Sosa renunció al título estatal y a su participación en la competencia nacional por cuestiones laborales. Su 1.ª finalista Betsabé Montaño fue nombrada como la nueva representante y titular estatal.[14]
- Michoacán - Paulina Uceda a más de un año de haber sido elegida y debido a los cambios de fecha del certamen nacional renunció a su título estatal y a su participación en la competencia nacional por cuestiones de Universidad. Fue reemplazada por Dayri Jiménez. A la postre, Paulina sería designada como Miss Intercontinental México 2020.
- Tamaulipas - Beceyda Cavazos renunció al título estatal y a su participación en la competencia nacional días antes de iniciar la concentración por motivos personales. Fue reemplazada por Xaviera Ayala.
- Veracruz - Miriam Carballo renunció al título estatal y a su participación en la competencia nacional luego de aplazar la final nacional por más de un año. Fue reemplazada por Cecilia Croda. A la postre, Miriam sería coronada como Mexicana Universal Veracruz 2018.

### Estados que se retiran de la competencia
- Baja California - Karen Núñez a pesar de haber sido elegida con un año de anterioridad, por razones desconocidas no se concretó su participación nacional.[15]
- Baja California Sur - Sofía Rode a pesar de haber sido anunciada como la representante oficial del estado, no se concretó su participación nacional. Ella a su vez reemplazó a Annie Hernández quien renunció al título estatal.
- Colima - Gloria Zamora a pesar de haber sido elegida como representante oficial del estado, por razones desconocidas no se concretó su participación nacional.[16]

## Crossovers
| Miss Intercontinental - 2018: Chiapas - Ivanna Lobato (Top 20) Miss Eco Internacional - 2019: Guanajuato - Melissa de Anda Miss Tourism Worldwide - 2018: Guerrero - Minerva Cuevas Miss Culture International - 2019: Nuevo León - Karen de León (Miss Culture International for Arts) Miss Freedom of the World - 2019: Coahuila - Joana Martínez Reina del Pacífico Internacional - 2015: Sinaloa - Rubí Muñiz (Ganadora) Festival Latinoamericano de la Belleza - 2016: Tabasco - Diana Sánchez (Teen Petite Hispanoamerica) Miss Hispanic Continental - 2017: Aguascalientes - Kareli López Nuestra Belleza Latina - 2014: Sinaloa - Rubí Muñiz (Top 24) Miss México - 2018: Tamaulipas - Xaviera Ayala Miss Earth México - 2023: Nuevo León - Karen de León (Top 10) - 2017: Campeche - Rosa Isela Vergara - 2017: Guanajuato - Melissa de Anda - 2017: Oaxaca - Liliana Bielma Miss Mundo Universidad México - 2018: Guerrero - Minerva Cuevas (5.ª Finalista) Reina Belleza Universo México - 2017: Querétaro - Damaris Cortés Reina del Folclor México - 2017: Jalisco - Falois Catterfeld Miss Teen Model México - 2016: Aguascalientes - Kareli López (Miss Hispanic México) Mexicana Universal Aguascalientes - 2023: Aguascalientes - Kareli López (2.ª Finalista) Mexicana Universal Coahuila - 2017: Coahuila - Joana Martínez Mexicana Universal Durango - 2017: Durango - Angélica Delgado Mexicana Universal Michoacán - 2018: Jalisco - Falois Catterfeld Mexicana Universal Nuevo León - 2017: Nuevo León - Karen de León Nuestra Belleza Estado de México - 2016: Jalisco - Falois Catterfeld Nuestra Belleza Yucatán - 2014: Yucatán - Beatriz Menéndez Miss Chihuahua - 2018: Chihuahua - Fernanda Alvídrez | Miss Morelos - 2016: Morelos - Sharon Jaramillo Miss Querétaro - 2016: Querétaro - Damaris Cortés Miss Tamaulipas - 2017: Tamaulipas - Xaviera Ayala (Ganadora) Miss Earth Campeche - 2017: Campeche - Rosa Isela Vergara (Designada) Miss Earth Chihuahua - 2018: Chihuahua - Fernanda Alvídrez (Miss Earth-Air) Miss Earth Guanajuato - 2017: Guanajuato - Melissa de Anda (Ganadora) Miss Earth Morelos - 2017: Morelos - Sharon Jaramillo (Miss Earth-Fire) Miss Earth Nuevo León - 2023: Nuevo León - Karen de León (Designada) - 2016: Nuevo León - Karen de León Miss Earth Oaxaca - 2017: Oaxaca - Liliana Bielma (Ganadora) Miss Earth Puebla - 2018: Puebla - Junoe Zenteno (Miss Earth-Water) Miss Earth San Luis Potosí - 2018: San Luis Potosí - María Fernanda Vera (Miss Earth-Air) Miss Earth Veracruz - 2018: Veracruz - Cecilia Croda (Miss Earth-Water) Miss Earth Yucatán - 2017: Yucatán - Beatriz Menéndez (Miss Intercontinental Yucatán) Miss Intercontinental Estado de México - 2017: Estado de México - Betsabé Montaño (1.ª Finalista) Miss Mundo Universidad Guerrero - 2018: Guerrero - Minerva Cuevas (Ganadora) Reina Turismo Nuevo León - 2016: Nuevo León - Karen de León Reina Belleza Querétaro - 2017: Querétaro - Damaris Cortés (Ganadora) Miss Teen Model Aguascalientes - 2016: Aguascalientes - Kareli López Miss Teenager Tabasco - 2016: Tabasco - Diana Sánchez (Ganadora) Reina del Folclor Michoacán - 2017: Jalisco - Falois Catterfeld (Ganadora) Señorita Fraternidad Sinaloense - 2014: Sinaloa - Rubí Muñiz (Ganadora) Reina Inter Universitaria - 2017: Chihuahua - Fernanda Alvídrez Señorita Perla del Guadiana - 2017: Durango - Angélica Delgado |